# Epicoma ochrogutta
Epicoma ochrogutta är en fjärilsart som beskrevs av Herrich-Schäffer. Epicoma ochrogutta ingår i släktet Epicoma och familjen tandspinnare. Inga underarter finns listade i Catalogue of Life.